# Lena Kugler
Lena Kugler (* 26. Juli 1974 in Singen (Hohentwiel)) ist eine deutsche Literatur- und Kulturwissenschaftlerin und Schriftstellerin.

## Leben
Lena Kugler beendete 2002 ihr Literatur- und Kulturwissenschaftsstudium an der Freien Universität Berlin mit dem Magisterabschluss in Neuerer Deutscher Literaturwissenschaft und in Kulturwissenschaft.
Bis 2007 war sie danach wissenschaftliche Mitarbeiterin bei Kirsten Mahlke (Fachbereich Literaturwissenschaft im Nachwuchszentrum der Universität Konstanz). 2008 promovierte sie in Konstanz mit einer Arbeit zu Freuds Chimären. Zum Narrativ des Tieres in der Psychoanalyse. 2011 erlangte sie ein Schweizerisches Lehrdiplom für Maturitätsschulen im Fach Deutsch; Master of Advanced Studies in Secondary and Higher Education (PH Thurgau, Kreuzlingen, Schweiz). 2012/2013 war sie Stipendiatin und wissenschaftliche Mitarbeiterin an der Universität Konstanz (Kulturelle Grundlagen von Integration). 2013 bis 2016 hatte sie eine eigene Stelle inne und war wissenschaftliche Koordinatorin des Master-Studienganges Kulturelle Grundlagen Europas.
2017 bis 2020 folgte eine wissenschaftliche Mitarbeit  im Projekt Entangled Island Times (Roland Borgards, Ästhetische Eigenzeiten; Julius-Maximilians-Universität Würzburg, sowie Goethe-Universität Frankfurt am Main, Institut für Deutsche Literatur und ihre Didaktik.) 2021 habilitierte sich Lena Kugler mit der Arbeit Die Zeit der Tiere am Fachbereich 10 Neuere Philologien der Goethe-Universität Frankfurt am Main. Seit August 2021 ist sie wissenschaftliche Mitarbeiterin am Selma Stern Zentrum für Jüdische Studien Berlin-Brandenburg an der Humboldt-Universität zu Berlin.
Seit 2001 Lena Kuglers Roman „Wie viele Züge“ im Frankfurter S. Fischer Verlag erschienen war, publizierte sie zahlreiche belletristische Texte, aber auch wissenschaftliche Aufsätze, Lexika-Einträge und war auch als Herausgeberin tätig. Sie veröffentlichte Erzählungen unter anderem auf den Berliner Seiten der Frankfurter Allgemeinen Zeitung.
Lena Kugler lebt in Konstanz.

## Werk
Belletristische Einzelveröffentlichungen
- Wie viele Züge. Roman. S. Fischer Verlag, Frankfurt am Main 2001, ISBN 978-3-596-14992-6.
- Bo im wilden Land. Kinderbuch. S. Fischer Verlag (Schatzinsel), Frankfurt am Main 2006, ISBN 978-3-596-85200-0.
- Chanukkatz. Ruth, Chanukka und das Katzenwunder. Kinderbuch. S. Fischer Verlag (Schatzinsel), Frankfurt am Main 2008, ISBN 978-3-596-85276-5.

Wissenschaftliche Monographien
- Freuds Chimären. Vom Narrativ des Tieres in der Psychoanalyse. Hochschulschrift. Diaphanes, Berlin und Zürich 2011, ISBN 978-3-03734-169-8.
- Die Zeit der Tiere. Zur Polychronie und Biodiversität der Moderne. Hochschulschrift. Konstanz University Press, Konstanz 2021, ISBN 978-3-8353-9141-3.

Beiträge, Auswahl
- Aus Widersprüchen zusammengesetzt: das Tagebuch der Gertrud Bleichröder aus dem Jahr 1888. DuMont-Literatur-und-Kunst-Verlag, Köln 2002, ISBN 978-3-8321-7819-2.

Herausgaben
- mit Albrecht Koschorke: Bertha Pappenheim (Anna O.). Literarische und publizistische Texte. Turia und Kant, Wien 2003, ISBN 978-3-85132-320-7.
- mit Aline Steinbrecher und Clemens Wischermann: Tiere und Geschichte Band II. Literarische und historische Quellen einer Animate History. Aufsatzsammlung. Franz Steiner Verlag, Stuttgart 2017, ISBN 978-3-515-11870-5
- mit Roland Borgards und Mira Shah: Die Zukunft der Inseln. Passagen zwischen Literatur und Wissenschaft. Wehrhahn Verlag, Hannover 2021, ISBN 978-3-86525-846-5.

## Würdigung
- 2004: Stipendium der Kunststiftung Baden-Württemberg
- 2004: Aufenthaltsstipendium am Literarischen Colloquium Berlin[4]
- 2006: Eule des Monats Oktober für Bo im Wilden Land – Bulletin Jugend & Literatur